# امبرائر لینژ ۱۰۰۰
امبرائر لینژ ۱۰۰۰ (به انگلیسی: Embraer Lineage 1000) یک هواپیمای ساختِ امبرائر در کشور برزیل است. این هواپیما در ۲۶ اکتبر ۲۰۰۷ میلادی نخستین پرواز خود را انجام داد.

## مشخصات فنی
داده‌ها از Aviation Week
ویژگی‌های عمومی
- خدمه: 2 flight crew + 1 optional flight attendant
- ظرفیت: 13 typical, 19 max[۵]
- طول: ۳۶٫۲۴[۵] متر (۱۱۸ فوت ۱۱ اینچ)
- پهنای بال: ۲۸٫۷۲[۵] متر (۹۴ فوت ۳ اینچ)
- ارتفاع: ۱۰٫۵۷[۵] متر (۳۴ فوت ۸ اینچ)
- مساحت بال‌ها: ۹۲٫۵ متر مربع (۹۹۶ فوت مربع)
- نسبت اندازه: 8.9
- وزن خالی: ۳۲٬۱۳۳ کیلوگرم (۷۰٬۸۴۱ پوند)
- بیشترین وزن برخاست: ۵۴٬۵۰۰ کیلوگرم (۱۲۰٬۱۵۲ پوند)
- ظرفیت سوخت: 21,871 kg (48,217 lb)
- حداکثر وزن نشستن : 45,800 kg (100,972 lb)
- حداکثر وزن بدون سوخت : 36,500 kg (80,469 lb)
- پیشرانه: ۲ عدد turbofan engines General Electric CF34-10E, ۸۲ کیلونیوتن (۱۸٬۵۰۰ پوند-نیرو) thrust  در هر موتور

عملکرد
- حداکثر سرعت: ۰٫۸۲'"`UNIQ--ref-۰۰۰۰۰۰۰B-QINU`"' ماخ
- سرعت کروز: ۸۷۴ کیلومتر بر ساعت (۵۴۳ مایل بر ساعت، ۴۷۲ گره)
- بُرد: ۸٬۵۰۰ کیلومتر (۵٬۳۰۰ مایل، ۴٬۶۰۰ مایل دریایی) 8 pax (M 0.78, NBAA IFR res.)
- حداکثر ارتفاع: ۱۲٬۰۰۰ متر (۴۱٬۰۰۰ فوت)
- نیرو/وزن: 0.31
- برخاستن : 6,076 ft / 1,852
- نشستن : 2,450 ft / 747 m
- صعود به FL370 : 29 mn

## بیشتر ببینید
توسعه مرتبط
- Embraer 190

هواگردهای با عملکرد، پیکربندی و یا دوره زمانی مشابه
- Boeing BBJ
- Airbus Corporate Jets
- Airbus A318 Elite
- Bombardier Global Express

فهرست‌های مرتبط
- List of civil aircraft